# Gene Autry (zanger)
Orvon Eugene (Gene) Autry (Tioga (Texas), 29 september 1907 - Los Angeles, 2 oktober 1998) was een Amerikaans countryzanger en acteur.

## Biografie
Autry scoorde hits met onder andere Deep in the heart of Texas, Blueberry Hill, een nummer dat later gecoverd werd door onder anderen Glenn Miller, Louis Armstrong, Fats Domino en Elvis Presley. Ook staat hij bekend om zijn kerstnummers, zoals Rudolph the Red-Nosed Reindeer, Here Comes Santa Claus en Frosty the Snow Man.
Autry was daarnaast betrokken bij rodeo en bezat aandelen in rodeo-gerelateerde bedrijven. Ook was hij medeoprichter en tijdelijk eigenaar van het platenlabel Challenge Records.

## Erkenning
Autry wordt alom gewaardeerd voor zijn bijdrage aan de muziek en in Oklahoma werd zelfs een plaats naar hem genoemd, Gene Autry. Verder verkreeg hij de volgende eervolle opnames:
- Country Music Hall of Fame (1969)
- Nashville Songwriters Hall of Fame (1970)
- America's Old Time Country Music Hall of Fame (1990)
- Oklahoma Music Hall of Fame (1998)
- Texas Country Music Hall of Fame (1998)

- Bibsys: 90923313
- Biblioteca Nacional de España: XX1588766
- Bibliothèque nationale de France: cb13890986v (data)
- CiNii: DA07629482
- Gemeinsame Normdatei: 118861077
- International Standard Name Identifier: 0000 0000 8410 6320
- Library of Congress Control Number: n82077164
- MusicBrainz: 675b7627-6b5d-4a46-a728-785cb24a299e
- National Archives and Records Administration: 10568598
- Nationale Bibliotheek van Tsjechië: xx0114712
- Nationale bibliotheek van Australië: 35822084
- Nationale Bibliotheek van Israël: 987007338048505171
- Nationale en Universitaire bibliotheek Zagreb: 000055610
- Nederlandse Thesaurus van Auteursnamen: 072048484
- Réseau des bibliothèques de Suisse occidentale: 02-A014290759
- Istituto Centrale per il Catalogo Unico: DDSV024242
- SNAC: w6b679pb
- Système universitaire de documentation: 091458145
- Trove: 1103201
- Virtual International Authority File: 113310336
- WorldCat: E39PBJy4dMmGwvTCv6M73rYByd